# Левенець Анатолій Варфоломійович
Анатолій Варфоломійович Левене́ць (нар. 24 травня 1933, Свободний — пом. 20 червня 1999, Донецьк) — український художник театру. Заслужений діяч мистецтв УРСР з 1979 року.

## Біографія
Народився 24 травня 1933 року у місті Свободному (нині Амурська область, Росія). Член КПРС з 1957 року. Упродовж 1959—1974 років працював художником-постановником у театрах Куйбишева, Павлового, Борисоглібська, Дрогобича. 1972 року закінчив Український поліграфічний інститут у Львові.
У 1974—1982 роках працював художником Волинського українського музично-драматичного театру імені Тараса Шевченка у Луцьку; у 1982—1999 роках — головним художником Донецького українського музично-драматичного театру. Помер у Донецьку 20 червня 1999 року.

## Оформив вистави
- «Безприданниця» (1960), «Без вини винні» (1963) Олександра Островського;
- «Захар Беркут» за Іваном Франком (1967);
- «Їх четверо» Габріелі Запольської (1967);
- «Отелло» Вільяма Шекспіра (1967);
- «Василь Тьоркін» за Олесандром Твардовським (1974);
- «Юстина» Гелли Вуолійокі (1978);
- «Де тирса шуміла» Анатолія Шияна (1979);
- «Сто тисяч» Івана Карпенка-Карого (1987);
- «Емігранти» Славомира Мрожека (1988);
- «Гарольд і Мод» Коліна Гіґґінса, Ж. Кар'єра (1990);
- «Турецька шаль» за Григорієм Квіткою-Основ'яненком (1993);
- «Наречена з Імеретії» Володимира Константинова, Бориса Рацера (1994);
- «Циганка Аза» Михайла Старицького;
- «Земля» за Ольгою Кобилянською;
- «Тартюф» Мольєра;
- «Дерева помирають стоячи» Алехандро Касони;
- «Дивна місіс Севідж» Джона Патріка;
- «Золотий хлопчик» Кліффорда Одетса.